# Carol Bartz
Pour les articles homonymes, voir Bartz.
Carol Ann Bartz, née le 28 août 1948 à Winona dans l'État du Minnesota, est une cheffe d'entreprise américaine.
Après avoir travaillé pour 3M et DEC, Bartz entre chez Sun Microsystems, où elle atteint le poste de vice-présidente. Elle est nommée CEO d'Autodesk en 1992 et dirige l'entreprise durant 14 ans. Entre 2009 et 2011, Bartz est CEO de Yahoo!.

## Biographie

### Jeunesse et formation
Carole Bartz perd sa mère durant son enfance et est élevée par sa grand-mère dans une exploitation laitière située à Alma dans le Wisconsin,. Elle étudie à l'université William Woods (en), un établissement privé de Fulton, Missouri, où elle prend goût à l'informatique. En 1971, elle obtient un bachelor's degree en informatique de l'université du Wisconsin-Madison,.

### Début de carrière
Elle commence son parcours professionnel chez First Bank System, Inc. En 1976, elle est recrutée par la firme 3M, où elle occupe un poste de commerciale. Bartz rejoint DEC et devient la femme la plus haut placée de l'entreprise. Elle entre chez Sun Microsystems en 1983 et est nommée vice-présidente chargée du service client en 1992.

### Autodesk
En 1992, Carol Bartz est nommée CEO de l'éditeur de logiciels Autodesk. Elle estime que la firme dispose d'un fort potentiel de croissance. Peu après sa prise de fonction, elle subit une mastectomie afin de traiter un cancer du sein récemment diagnostiqué. Elle continue de travailler durant sa chimiothérapie. Bartz apporte plus de discipline dans le management de l'entreprise. Elle suit une stratégie de diversification qui permet d'augmenter son chiffre d'affaires,. Sous sa direction, la valeur de l'action est multipliée par 10. Elle décide de quitter Autodesk en 2006 et devient présidente exécutive du conseil d'administration.

### Yahoo!
En janvier 2009, elle remplace Jerry Yang à la tête de Yahoo! et est chargée par le conseil d'administration de relancer la société, qui subit la concurrence de Google. Elle initie une réorganisation de l'entreprise afin de simplifier la structure de direction et d'accélérer la prise de décisions. Son action contribue à réduire les coûts, mais sans faire progresser le chiffre d'affaires.
En septembre 2011, elle est limogée par le conseil d'administration de Yahoo!, un an avant la fin de son contrat. Le directeur financier Tim Morse (en) assure l'interim à la tête de l'entreprise jusqu'à la nomination de Scott Thompson en janvier de l'année suivante.

### Autres fonctions
Carol Bartz entre au conseil d'administration de Cisco Systems en 1994.
Elle a fait partie du Council of Advisors on Science and Technology du président George W. Bush.

## Reconnaissance
Au cours des années 2000, Bartz figure dans plusieurs classements de dirigeants jugés influents par la presse économique. Son nom apparaît notamment dans la liste des femmes les plus puissantes du monde du magazine Forbes et dans celle des CEO les plus respectés établie par l'hebdomadaire Barron's.
En 2003 elle est lauréate du prix Ada-Lovelace.

## Famille
Carol Bartz est mariée à Bill Marr, qui a travaillé pour Data General (en) et a occupé un poste de vice-président chez Sun Microsystems,.